# Шаймурзино (Яльчицький район)
Шайму́рзино (рос. Шаймурзино, чув. Кармал) — присілок у складі Яльчицького району Чувашії, Росія. Входить до складу Кільдюшевського сільського поселення.
Населення — 209 осіб (2010; 298 у 2002).
Національний склад:
- чуваші — 100 %